# Johnsonpthirus spinosissimus
Johnsonpthirus spinosissimus är en insektsart som först beskrevs av Pierre L. G. Benoit 1969.  Johnsonpthirus spinosissimus ingår i släktet Johnsonpthirus och familjen ledlöss. Inga underarter finns listade i Catalogue of Life.